# マッズ・ユエル・アンデルセン
マッズ・ユエル・アンデルセン（Mads Juel Andersen、1997年12月27日 - ）は、デンマーク・デンマーク首都地域アルバーツルンド出身のサッカー選手。ルートン・タウンFC所属。ポジションはDF。

## クラブ経歴
8歳の時にブレンビーIFのユースアカデミーに入所。2015年にトップチームに昇格。しかし、出番がないまま翌2016年にデンマーク・ファーストディビジョン (2部リーグ)のHBキューゲへのローン移籍が決定。2部リーグでプロデビュー。2016-17シーズンは25試合に出場。ブレンビーIFに復帰後も出場機会がなく、2018年1月にACホーセンスに移籍。2018-19シーズンは20試合に出場した。
2019年6月21日、バーンズリーFCと4年契約を締結。加入後最終ラインに定着し、チームの主力選手に成長した。
2023年7月3日、ルートン・タウンFCに移籍した。